# Pittosporum xenicum
Pittosporum xenicum är en tvåhjärtbladig växtart som beskrevs av Richard Schodde. Pittosporum xenicum ingår i släktet Pittosporum och familjen Pittosporaceae. Inga underarter finns listade.